# Obrońca roku niemieckiej Bundesligi koszykarskiej
Obrońca roku niemieckiej Bundesligi koszykarskiej – nagroda przyznawana co sezon (od rozgrywek 2002/2003) przez niemiecką Bundesligę koszykarską najlepszemu zawodnikowi defensywnemu ligi.

## Laureaci

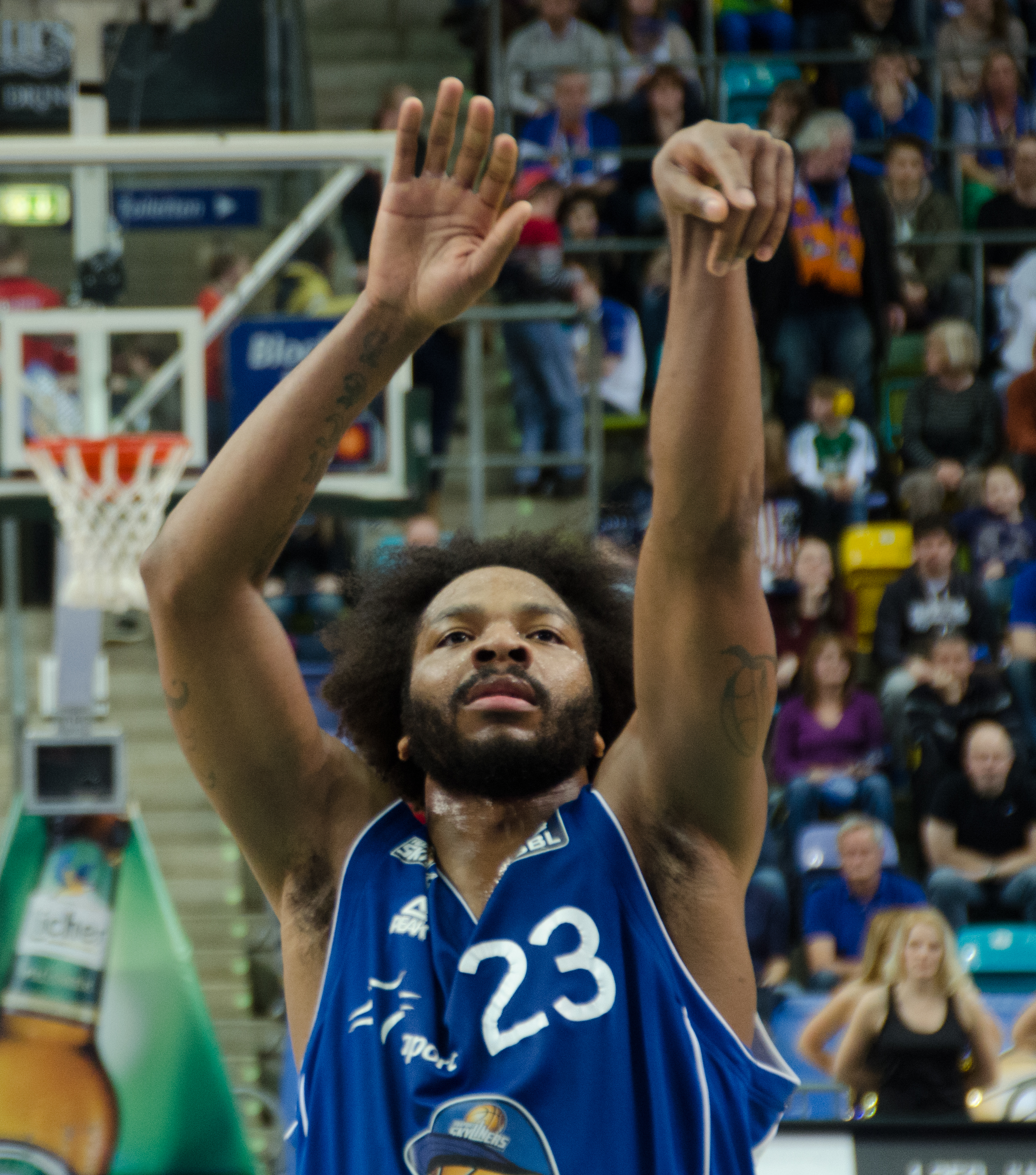
Quantez Robertson zdobył nagrodę w 2016

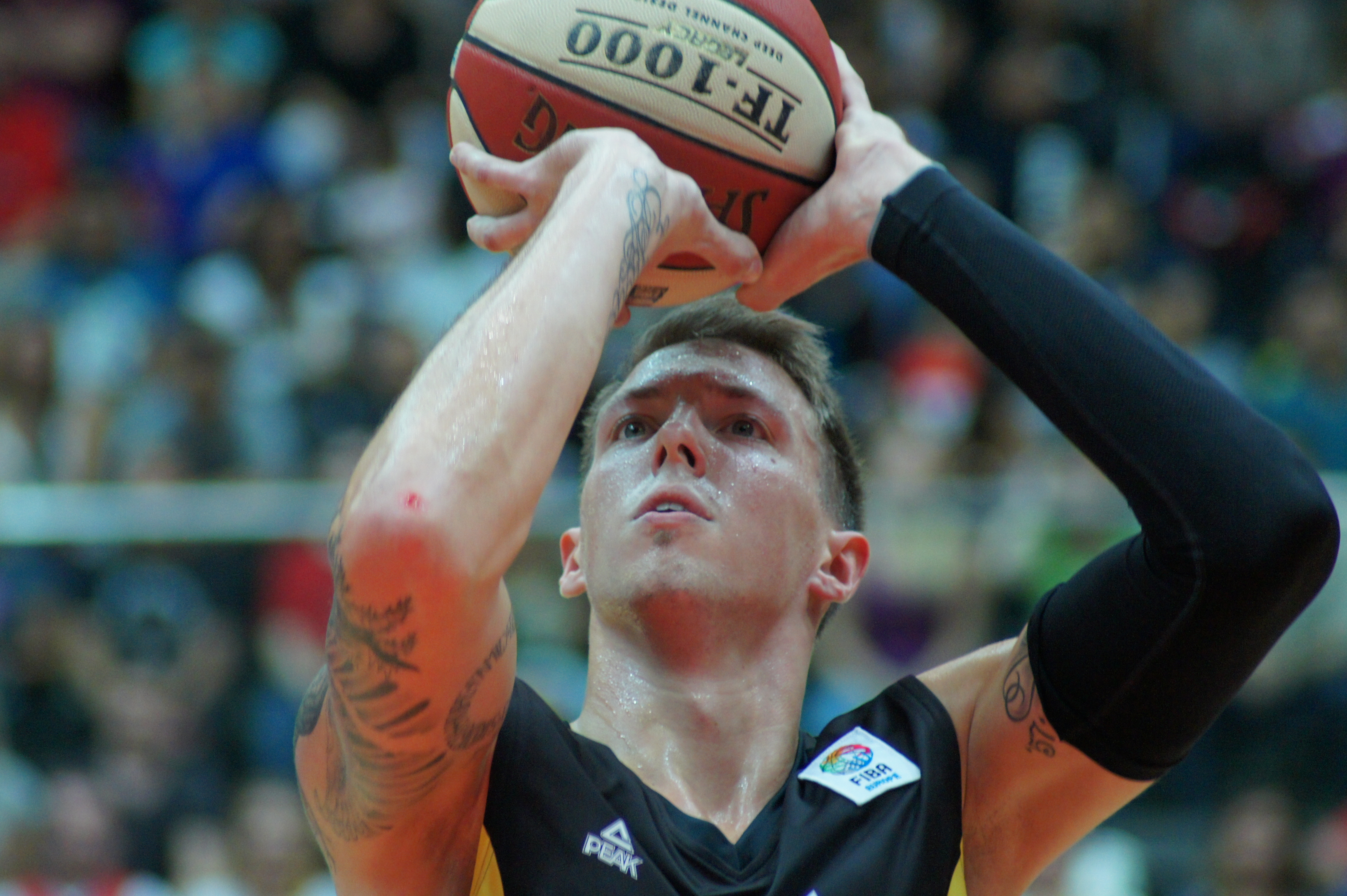
Daniel Theis został laureatem nagrody w 2017

| Zawodnik (X) | oznacza kolejną nagrodę, przyznaną temu samemu zawodnikowi   |
|              | oznacza, że klub został mistrzem Niemiec w tym samym sezonie |
| ^            | oznacza ciągle aktywnego zawodnika BBL                       |

| Sezon   | Zawodnik                                                                | Pozycja                                                                 | Nar.                                                                    | Zespół                                                                  | Przyp.                                                                  |
| ------- | ----------------------------------------------------------------------- | ----------------------------------------------------------------------- | ----------------------------------------------------------------------- | ----------------------------------------------------------------------- | ----------------------------------------------------------------------- |
| 2002–03 | Quadre Lollis                                                           | skrzydłowy                                                              | Stany Zjednoczone                                                       | Alba Berlin                                                             |                                                                         |
| 2003–04 | Oluoma Nnamaka                                                          | skrzydłowy                                                              | Szwecja                                                                 | Telekom Baskets Bonn                                                    |                                                                         |
| 2004–05 | Koko Archibong                                                          | skrzydłowy                                                              | [ a ]                                                                   | GHP Bamberg                                                             |                                                                         |
| 2004–05 | Matej Mamić                                                             | skrzydłowy                                                              | Chorwacja                                                               | Alba Berlin                                                             |                                                                         |
| 2005–06 | Koko Archibong (2)                                                      | skrzydłowy                                                              | [ a ]                                                                   | GHP Bamberg                                                             |                                                                         |
| 2006–07 | Immanuel McElroy                                                        | obrońca                                                                 | Stany Zjednoczone                                                       | Alba Berlin                                                             |                                                                         |
| 2007–08 | Immanuel McElroy (2)                                                    | obrońca                                                                 | Stany Zjednoczone                                                       | Alba Berlin                                                             |                                                                         |
| 2008–09 | Immanuel McElroy (3)                                                    | obrońca                                                                 | Stany Zjednoczone                                                       | Alba Berlin                                                             |                                                                         |
| 2009–10 | Immanuel McElroy (4)                                                    | obrońca                                                                 | Stany Zjednoczone                                                       | Alba Berlin                                                             | [ 1 ]                                                                   |
| 2010–11 | Immanuel McElroy (5)                                                    | obrońca                                                                 | Stany Zjednoczone                                                       | Alba Berlin                                                             | [ 1 ]                                                                   |
| 2011–12 | Anton Gavel                                                             | obrońca                                                                 | [ b ]                                                                   | Brose Baskets                                                           | [ 2 ]                                                                   |
| 2012–13 | Anton Gavel (2)                                                         | obrońca                                                                 | [ b ]                                                                   | Brose Baskets                                                           | [ 3 ]                                                                   |
| 2013–14 | Cliff Hammonds                                                          | obrońca                                                                 | Stany Zjednoczone                                                       | Alba Berlin                                                             | [ 4 ]                                                                   |
| 2014–15 | Cliff Hammonds (2)                                                      | obrońca                                                                 | Stany Zjednoczone                                                       | Alba Berlin                                                             | [ 5 ]                                                                   |
| 2015–16 | Quantez Robertson^                                                      | obrońca                                                                 | Stany Zjednoczone                                                       | Fraport Skyliners                                                       | [ 6 ]                                                                   |
| 2016–17 | Daniel Theis                                                            | środkowy                                                                | Niemcy                                                                  | Brose Bamberg                                                           | [ 7 ]                                                                   |
| 2017–18 | Yorman Polas Bartolo^                                                   | skrzydłowy                                                              | Kuba                                                                    | Telekom Baskets Bonn                                                    | [ 8 ]                                                                   |
| 2018–19 | Yorman Polas Bartolo (2)^                                               | skrzydłowy                                                              | [ c ]                                                                   | Telekom Baskets Bonn                                                    | [ 9 ]                                                                   |
| 2019–20 | Nagroda nie została przyznana. Sezon został skrócony z powodu COVID-19. | Nagroda nie została przyznana. Sezon został skrócony z powodu COVID-19. | Nagroda nie została przyznana. Sezon został skrócony z powodu COVID-19. | Nagroda nie została przyznana. Sezon został skrócony z powodu COVID-19. | Nagroda nie została przyznana. Sezon został skrócony z powodu COVID-19. |

## Liderzy wśród laureatów
| Zawodnik             | Nagrody |
| -------------------- | ------- |
| Immanuel McElroy     | 4       |
| Yorman Polas Bartolo | 2       |
| Anton Gavel          | 2       |
| Koko Archibong       | 2       |
| Cliff Hammonds       | 2       |